# Tape (Band)
Tape ist eine deutsche Band aus Hamburg, die harten Rock mit R&B-Vocals verbindet.

## Geschichte
Tape wurde im Jahr 2000 in der Urbesetzung gegründet. Schon vor der Veröffentlichung ihrer Debüt-CD "#1" waren sie mit Größen wie Disturbed auf Tour. Ende 2002 unterschrieb die Band einen Plattenvertrag bei "EastWest" (Warner Music). Ihre Debütsingle Yeeha erschien im Oktober 2003. Kurz darauf kam das Album "#1" auf den Markt. Produziert wurde das Debütalbum von dem Amerikaner Daniel Presley (u. a. Faith No More). Toningenieur war der Engländer Doug Cook (u. a. Cradle of Filth). Gemischt wurde "#1" von dem Holländer Ronald Prent (u. a. Rammstein). Sowohl Single (Platz 62) als auch Album (Platz 72) schafften den Sprung in die deutschen Charts und blieben dort einige Wochen. Das Video zu Yeeha wurde in Südafrika, in der Nähe von Johannesburg gedreht.
Die Band tourte fast durchgehend, unter anderem unterstützten sie Limp Bizkit auf ihrer letzten Deutschland-Tour 2004. Des Weiteren unterstützten sie Die Ärzte (auf persönliche Einladung), Kittie, A, Disturbed, Paradise Lost (Oktober/November 2003) und Stone Sour.
Dacia Bridges, die bis dahin den Gesang bei Tape übernommen hatte, verließ die Band allerdings im August 2004 und wurde Frontfrau von Dacia & The WMD. Seit Oktober 2004 singt die aus der Karibik stammende Peti bei Tape.
Ende 2005 beendeten Tape die Aufnahmen zu ihrem neuen Album "#2", welches im Januar 2007 erscheinen sollte. Dies wurde aber durch eine Einstweilige Verfügung seitens Dacia Bridges vorerst gestoppt. Grund sei, dass der Käufer den Anschein haben könnte, dass es sich um ein Originalprodukt handelt, das unter Mitwirkung der Ex-Sängerin entstanden ist.
Während die Band einige Zeit darauf verzichtete unter dem Namen Tape aufzutreten und den Namen temporär in Txxx änderte, erschien das Album Anfang Februar 2009 unter regulärem Namen. Wie das Online-Magazin Mindbreed.de am 5. März 2007 berichtete, wurde die Einstweilige Verfügung um die Verwendung des Bandnamens wieder zurückgezogen, so dass sich die Band von nun an wieder Tape nennen darf.
Wiederholt wurde ein weiteres Album angekündigt, das jedoch nie erschien. Anfang August 2019 verstarb die ehemalige Sängerin Dacia Bridges.

## Diskografie

### Alben
- 2003: #1 (27. Oktober)
- 2007: #2 (9. Februar)

### Singles und EPs
- 2003: Yeeha (6. Oktober)
- 2004: Mother (14. Juni)
- 2006: Falling (28. November)
- 2007: Smile (23. Februar)

### Samplerbeiträge
- Beitrag zu With Full Force 2004 Live DVD
- Beitrag zu Crossing All Over Vol. 17 (BMG)
- Beitrag zu Bravo Hits Vol. 43 (Universal)
- Beitrag zu Maxim - Hot Clips 2 (Sony BMG Music Entertainment GmbH)

### Sonstiges
- Musik zu einem Dessous-Werbespot von C&A (2005)